# George Julius Poulett Scrope
George Julius Poulett Scrope, nato Thomson (Londra, 10 marzo 1797 – Cobham, 19 gennaio 1876) è stato un geologo, politico, economista e magistrato inglese.

## Biografia
George Thomson nacque a Londra da John e Charlotte, secondogenito dopo il fratello Charles, e venne battezzato con questo nome pochi mesi dopo. Il padre era a capo di una società commerciale (una fonte alludeva alla Roehampton e Austin Friars di Londra), che aveva rapporti con la Russia; la madre, invece, era la figlia del facoltoso dottore John Jacob di Salisbury.
Thomson frequentò la Harrow School e fu iscritto al Pembroke College di Oxford nel 1815, che abbandonò un anno dopo, trasferendosi al St. John's College e "acquisì il nome aggiuntivo Poulett, che suo padre aveva recentemente adottato da un precedente ed aristocratico ramo della sua famiglia". Al St. John's, Thomson conobbe i professori Edward Daniel Clarke e Adam Sedgwick e nel 1821 conseguì il Bachelor of Arts in geologia.
Durante il periodo al St. John's, Scrope fece le sue prime esperienze con quelle che sarebbero diventate le sue specialità geologiche - i vulcani la petrologia ignea - e nel 1818, infatti, trascorse una vacanza in Italia, con sua madre e suo padre, per visitare il Vesuvio e altre aree vulcaniche.
Nel 1825, divenne segretario, insieme a Sir Charles Lyell, della Geological Society of London, e, nel 1853, primo presidente della Wiltshire Archaeological and Natural History Society. Poco dopo il suo matrimonio con Emma Phipps, Thomson assunse, inoltre, il cognome Scrope, fece una serie di spedizioni in Alvernia, Francia, Italia meridionale, Isole Ponziane, Eifel e fu presente alla grande eruzione del Vesuvio del 1822, che ritenne "di gran lunga la più importante del Vesuvio che si è verificata durante questo secolo".

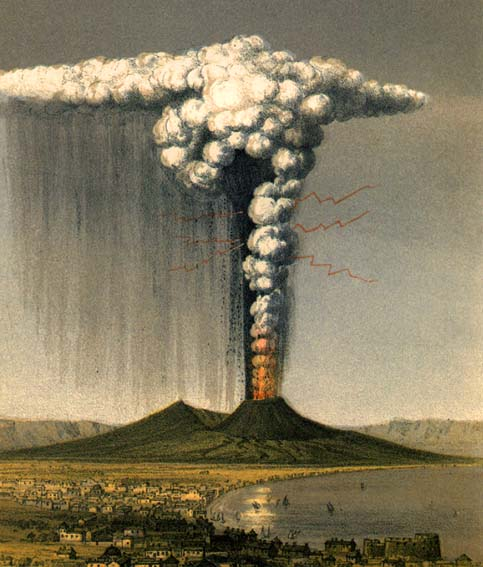
L'eruzione del Vesuvio nel 1822, disegnata da Scrope.

Scrope scrisse nel 1825  Considerations on Vulcanoes, "considerato il primo trattato sistematico di vulcanologia" e nel 1827 pubblicò Geology and Extinct Volcanos of Central France. Nel 1867, vinse la medaglia Wollaston.

### Carriera politica
Intorno al 1821, Scrope divenne magistrato e nel 1832 si candidò per entrare nel Parlamento del Regno Unito, non riuscendoci . Tuttavia, uno dei candidati, David Ricardo, accettò il Chiltern Hundreds per ragioni di salute della famiglia e Scrope prese il suo posto.

## Vita privata
Nel 1821 Thomson sposò Emma Phipps Scrope, figlia di William Scrope di Castle Combe e pronipote di Sir Robert Long, assumendone il cognome.
Tuttavia, durante il matrimonio, Scrope ebbe un'amante, un'attrice nota come Mrs. Gray, e, intorno al 1838, ebbe da lei un figlio, Arthur Hamilton. In seguito alla morte di Emma nel 1866, Scrope vendette Castle Combe, si trasferì a Fairlawn e sposò Margaret Elizabeth Savage, che era quarantaquattro anni più giovane di lui..